# Concoret
Concoret är en kommun i departementet Morbihan i regionen Bretagne i nordvästra Frankrike. Kommunen ligger i kantonen Mauron som tillhör arrondissementet Vannes. År 2022 hade Concoret 765 invånare.

## Befolkningsutveckling
Antalet invånare i kommunen Concoret
| Referens: INSEE |